# 東郷寺
東郷寺（とうごうじ）は、東京都府中市にある日蓮宗の寺院。東郷平八郎の別荘跡に建立された。

## 境内
境内東側にある山門は荘厳かつ巨大なもので、2010年度の東京都選定歴史的建造物に指定されている。1940年（昭和15年）に建立、設計者は著名な建築家・建築史家の伊東忠太である。のちに黒澤明監督の映画『羅生門』に登場する門のモデルになったといわれる。映画に登場する羅生門は二階建てだが、二階部分を取り除けば屋根の形状から石段の様子まで、東郷寺山門と瓜二つである。府中崖線の段丘（ハケ）を利用して造成されており、手前に急勾配の階段がある。山門の由来は門脇の石碑に記されている。

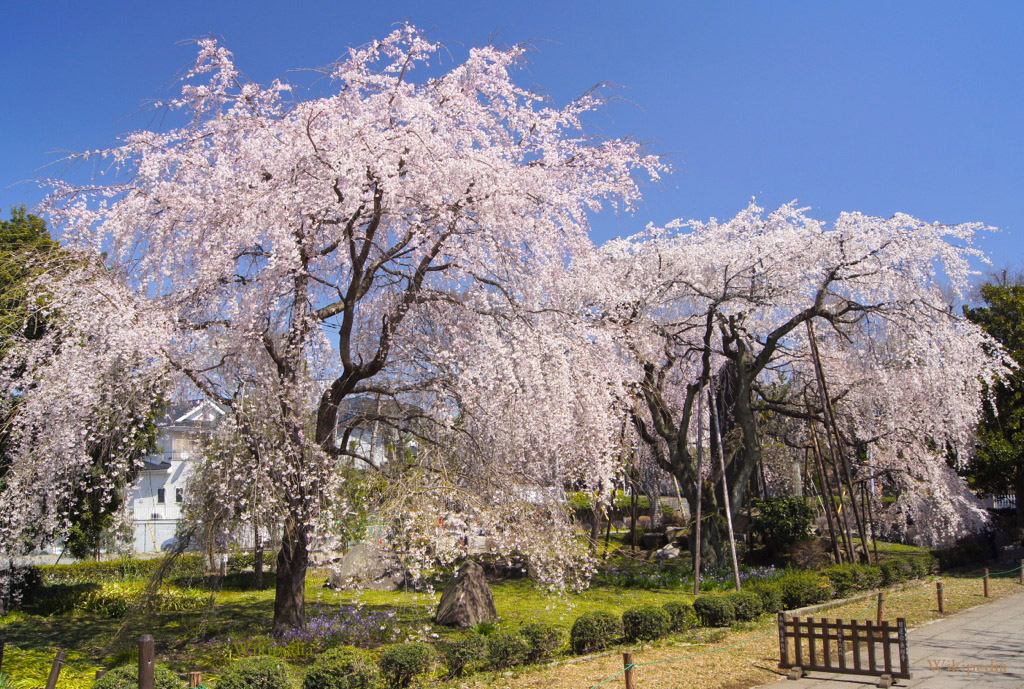
門前の枝垂桜

門前に府中市の名木100選にも選ばれた大木のほか数本の枝垂桜（しだれざくら）がある。日蓮宗の総本山である身延山久遠寺から苗を移植したもので、春には満開の花を咲かせる。木によって開花の時期に若干ずれがあるが、ソメイヨシノより早く、3月下旬にはほぼ満開となる。府中市東部では、都営多磨霊園（1,600本）および同南参道と並んで代表的な桜の名所となっている。テレビ等で何度も紹介されたため有名になり見物客が年々増加、開花の季節になるとネット上に多くの画像がアップロードされる。桜のほか階段上の境内には梅の木などが植えられ、季節ごとの花を咲かせている。

## 歴代住職
1. 酒井日愼
2. 南部日実
3. 南部光徹

## 所在地情報
所在地
- 東京都府中市清水が丘三丁目40番地の10

交通
- 京王線多磨霊園駅が最寄り。多磨霊園駅の駅舎は、東郷寺の山門をイメージさせるデザインとなっている。徒歩5分。駅出口、目の前の南北に通る道は東郷寺通りという。南に向かい商店街を抜け、その先の坂を下る途中にある。南白糸台小からJRA競馬博物館に至る府中崖線沿いの東西に通っている散歩道、「いききの道」の中間点に位置している。